# Engelska runinskrifter 2
Engelska runinskrifter 2 (E 2) är en vikingatida gavelsten från början av 1000-talet, i en gravkista av kalksten i Sankt Paulskatedralen i London. Stenen är  reliefhuggen, med rester av mörkblå och röd färg. Tidigare synonym signum för runinskriften är Br E2. Stenen finns på Museum of London.

## Inskriften

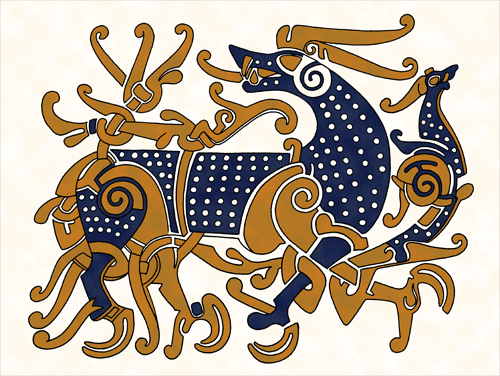
Illustration av reliefen.

Translitterering av runraden:
: k-na : let : legia : st¶in : þensi : auk : tuki :
Normalisering till runsvenska:
G[i]nna(?)/G[í]na(?) lét leggja stein þenna ok Tóki.
Översättning till nusvenska:
Ginna lät lägga denna sten tillsammans med Toke.